# Редкрест (Каліфорнія)
Редкрест (англ. Redcrest) — переписна місцевість (CDP) в США, в окрузі Гумбольдт штату Каліфорнія. Населення — 61 особа (2020).

## Географія
Редкрест розташований за координатами 40°23′56″ пн. ш. 123°56′51″ зх. д. / 40.39889° пн. ш. 123.94750° зх. д. (40.398775, -123.947416).  За даними Бюро перепису населення США в 2010 році переписна місцевість мала площу 1,55 км², уся площа — суходіл.

## Демографія
Згідно з переписом 2010 року, у переписній місцевості мешкало 89 осіб у 42 домогосподарствах у складі 27 родин. Густота населення становила 57 осіб/км².  Було 54 помешкання (35/км²).
Расовий склад населення:
| - 82,0 % — білих - 5,6 % — корінних американців - 3,4 % — осіб інших рас |

До двох чи більше рас належало 9,0 %. Частка іспаномовних становила 4,5 % від усіх жителів.
За віковим діапазоном населення розподілялося таким чином: 16,9 % — особи молодші 18 років, 62,9 % — особи у віці 18—64 років, 20,2 % — особи у віці 65 років та старші. Медіана віку мешканця становила 50,8 року. На 100 осіб жіночої статі у переписній місцевості припадало 71,2 чоловіків;  на 100 жінок у віці від 18 років та старших — 89,7 чоловіків також старших 18 років.
Середній дохід на одне домашнє господарство  становив 25 961 долар США (медіана — 27 250), а середній дохід на одну сім'ю — 21 171 долар (медіана — 21 042). 
Цивільне працевлаштоване населення становило 30 осіб. Основні галузі зайнятості: мистецтво, розваги та відпочинок — 83,3 %.